# Paratrogoderma mahense
Paratrogoderma mahense is een keversoort uit de familie spektorren (Dermestidae). De wetenschappelijke naam van de soort werd in 1926 gepubliceerd door Scott.